# Takasaki Riki
Riki Takasaki (sinh ngày 11 tháng 7 năm 1970) là một cầu thủ bóng đá người Nhật Bản.

## Sự nghiệp câu lạc bộ
Riki Takasaki đã từng chơi cho Sagan Tosu, JEF United Ichihara, Kashima Antlers, Oita Trinita và Nagoya Grampus Eight.